# Просвещение (минское общество)
Польское общество «Просвещение» (польск. Polskie Towarzystwo «Oświata» w Mińsku), — общественная организация, основанная в 1905 году по образу и подобию украинского общества «Просвещение» и действовавшая в Минске и на территории Минской губернии Российской империи. К 1907 году общество действовало в условиях конспирации, в 1907—1909 годах — легально, позже — снова в условиях конспирации (вероятно, вплоть до 1917 года).
Определяющая роль в создании и финансировании общество принадлежала членам самой влиятельной в конце XIX — начале XX веков общественной организации Минской губернии — Минскому обществу сельского хозяйства (МОСГ), которое объединяло в своих рядах в основном представителей коренного католического и польскоязычного дворянства губернии, именовавшегося одновременно и как «литовцы» (или по-польски — «литвины»), и как «поляки», считавшего себя прямыми потомками шляхты Великого Княжества Литовского. В деятельности и развитии общества значительную роль играли и женщины, бывшие близкими родственницами членом МОСГ.
Задачей «Просвещения» было воспитание жителей Минской губернии (особенно детей) в духе «польскости», чтобы противостоять русификации края, — в основном через организацию и поддержку частного польскоязычного и религиозного (католического) образования. Общество уклонялось от политизации своей деятельности, официально декларируя только культурно-просветительские цели, но само распространение польского языка и поддержка католицизма вызвали негативную реакцию и преследование со стороны официальной российской власти, поскольку вступали в противоречие с неофициальной (после введения в 1905 году законов о веротерпимости и свободы печати на родном языке) политикой правительства по русификации Западного края Российской империи. Это стало главным поводом самоликвидации общества в 1909 году и перехода его на нелегальные условия работы.

## Обстоятельства создания
После подавления восстания 1863—1864 годов российские власти начали активную политику русификации северо-западных губерний — как белорусскоязычного крестьянства, так и местного польскоязычного и католического дворянства, объявляя запрет преподавания и использования польского языка в сфере образования и в публичных учреждениях, а также вводя строгие ограничения в отношении католической церкви. Главная роль в массовой русификации отводилось школе, особенно церковно-приходской, — для крестьян. Центрами сопротивления русификации и оправославливания стали католические костёлы и шляхетские дворы, при которых начали создаваться нелегальные польскоязычные школы и религиозные курсы (католицизма), особенно активно с 1880-х. Только революция 1905—1907 годов ввела свободу вероисповедания и использования национальных языков.
Самой влиятельной общественной организацией Минской губернии накануне революции, где местное католическое дворянство имело преимущество и определяющее влияние, было Минское общество сельского хозяйства (МОСГ), объединявшее местных среднезажиточных и зажиточных помещиков и бывшее организацией хозяйственного характера, но деятельность общества уже давно охватывала значительно более широкий спектр интересов — оно имело свои собственные или тесно с ним связанные сильные финансовые, торговые, гуманитарные (благотворительные) и даже научные учреждения. Лидеры МОСГ активно сотрудничали с губернской властью и имели на последнюю определённое влияние. Вне сферы легального влияния МОСГ в губернии находилась сфера польскоязычного образования и религиозного равноправия. С введением либеральных свобод лидеры МОСГ (Эдвард Войнич, Александр Скирмунт, князь Иероним Друцкий Любецкий и др.) начали активно выступать за отмену всех ограничений в отношении католиков и польскоязычного обучения. Так, 4 сентября 1905 года в Минске на заседании губернского комитета по делам хозяйства гласный Александр Скирмунт (1830—1909) выступил против финансирования православных церковно-приходских школ за счёт земских сборов с граждан всех вероисповеданий; гласный князь Иероним Друцкий Любецкий (1861—1919) обратил внимание, что Государственный совет Российской империи предусмотрел в бюджете 1903 года необязательность финансирования церковно-приходских школ с ассигнований земских сборов; а гласный Эдвард Войнилович (1847—1928), вице-председатель (1888—1907) МОСГ, высказался, что земские школы или школы Министерства просвещения лучше церковно-приходских, так как дешевле и имеют более обширную программу. Сохранение ограничений и угрозы обрусения подталкивала лидеров МОСГ к основанию собственной скоординированной системы тайного обучения, чтобы наблюдать за обособленными сих пор нелегальными школами при костёлах и поместьях.
Российские власти с 1904 года принимали решения о возможности преподавания в Западном крае польского языка в качестве факультативного предмета в школе (за дополнительную плату), однако на практике преподавание польского языка и основ католицизма по-польски среди молодёжи сталкивалось с нескрываемым противодействием официальных властей. Например, в Минске на 1907 год была только одна мужская реальная школа, где преподавался польский язык, что не удовлетворяло потребности желающих изучать его. Кроме того, в государственных школах история преподавалась с точки зрения официальной идеологии «западнорусизма», которая утверждала, что Северо-Западный край является «исконно русским», «возвращённым от Польши» (то есть Речи Посполитой), православное население (в том числе дворяне) считалось «русским народом», единым в трёх общностях (великорусах, малорусах и белорусах), а католиков края относила к «полякам». По этой причине российские власти не разрешали открывать белорусскоязычные и украиноязычные школы, а языком обучения в государственных школах для белорусов и украинцев провозглашался и предлагался только русский (великорусский) язык. Российская власть (по инициативе православного духовенства) даже делала шаги ввести русский язык в дополнительное богослужение в католических храмах, когда в приходе имелись белорусы-католики, что общественностью расценивалось как очередное прикрытое намерение языковой русификации белорусов.

## Основание
В 1905 году членами МОСГ было принято решение организовать нелегальное Польское общество «Просвещение» в Минске, что было поручено начать Мечиславу Паровскому, влиятельному члену Минского общества сельского хозяйства и близкому другу Эдварда Войниловича, а также Михалине Ленской (1882—1940), которая была близкой родственницей Михаила Ленского — члена Совета МОСГ. Главной задачей общества была координация польскоязычного тайного обучения, которое — согласно рапортам царской полиции — в Минской губернии было широко распространено.
После издания в марте 1906 года российским правительством более либеральных законов об обществах и союзах члены МОСГ решили начать открытую деятельность в области польскоязычного и религиозного (католического) образования, что, на их взгляд, могло принести большие плоды. Так, 11 января 1907 года российскими властями было официально зарегистрировано Польское общество «Просвещение» в Минске. 12 марта 1907 года в Минске состоялось собрание МОСГ (около 130 человек), на котором Эдвард Войнилович был единогласно избран с поста вице-председателя на должность председателя МОСГ, а также решались вопросы деятельности МОСГ. После перерыва, вечером, в зале Минского общества сельского хозяйства состоялось Учредительное собрание (около 300 лиц), где присутствовали члены МОСГ и другие лица, в том числе женщины (Эдвард Войнилович, Роман Скирмунт, князь Иероним Друцкий-Любецкий, граф Ежи Чапский, граф Константин Прушинский, Михаил Ленский, Игнат Виткевич, Витольд Ванькович, ксендз Казимир Михалкевич и др.). Возглавлял собрание Мечислав Паровский. На собрании приняли устав организации и выбрали главное руководство: председатель — ксендз Казимир Михалкевич; заместитель председателя — врач Ян Офенберг (1867—1953); казначей — адвокат Зигмунт Венцлавович, влиятельный член МОСГ — директор Общества взаимного сельскохозяйственного страхования; секретарь — врач Чеслав Грабовецкий; члены совета: Ядвига Костровицкая — родная сестра председателя МОСГ Эдварда Войниловича; Михалина Ленская; Эдмунд Ивашкевич — влиятельный член МОСГ; К. Главацкая; В. Лапа; Ванда Абрампальская; Т. Павликовская; Станислав Корзан, Лев Красовский; Заневская; Вендарф; ксендз Казимир Букраба; ксендз Адам Лисовский. С 25 марта 1907 года в состав Наглядного совета общества входил Роман Александрович Скирмунт (1868—1939), вице-председатель (1907—1917) Минского общества сельского хозяйства.
В составе руководства общества было много женщин, так как мужчины были заняты работой в поместьях, МОСГ и политической деятельности. Кроме того, главные лидеры МОСГ (в первую очередь — Эдвард Войнилович) были заняты реализацией идей либерально-консервативного направления «краёвости» (автономия своего края в составе Российской империи, упразднение сословных различий, правовое равенство народов, языков, культур, конфессий и др.) в парламентских институтах Российской империи, понимая, что без ликвидации правовой дискриминации и снятия различных ограничений в отношении различных категорий населения литовско-белорусских губерний трудно сохранить традиционное культурное и конфессиональное лицо своего края.
После того как в октябре 1907 года ксендз Казимир Михалкевич покинул Минск, поехав в Вильнюс, на должность российскими властями был назначен князь Иероним Эдвинович Друцкий-Любецкий (член Совета МОСГ), занимавший пост до 1908 года, после чего должность председателя «Просвещения» оставалась вакантной до официальной ликвидации общества. Обязанности председателя в 1908—1909 годах исполнял тогдашний заместитель председателя Мечислав Паровский.

## Программа
Целью общества заявлялось «поднятие уровня умственного и нравственного развития всех слоёв польского общества, главным же образом — распространение среди поляков просвещения на родном языке». Кроме того, одной из главных целей было противостояние принудительной русификации («омосквичиванию») путём поддержки польского языка, культуры бывшей Речи Посполитой и католической веры, а также воспитание детей в духе «польского патриотизма» для реализации так называемой «польской идеи». Профессор Мариан Здзеховский (1861—1938), уроженец отцовского поместья Раков, известный учёный и в будущем ректор (1925—1927) Виленского университета, в своём реферате «Польская идея на окраинах», читаемом в Вильнюсе в 1923 году во времена Второй Речи Посполитой, говорил, что «польская идея» в литовско-белорусских губерниях Российской империи — бывших землях Великого княжества Литовского — была идеей возрождения былой федеративной Речи Посполитой (союза Королевства Польского и Великого княжества Литовского) в пределах до её первого раздела (1772 год). А создание Второй республики не как федеративного, а как унитарного государства Здзеховский счёл за обиду: «Разнообразный этнически наш край является частью исторической Литвы, и нас — людей моего поколения — воспитывали как литовцев, конечно, в том значении, в котором был им Мицкевич, когда говорил „Литва, моя отчизна“. В детстве меня учили, вместе с историей Польши, также и истории Литвы. Благодаря этому я считал национальными героями не только тех, которые строили Польшу, но и того, кто стремился оторвать Литву от Польши, — великого князя Витовта. Но кто же тогда задумывался над этой непоследовательностью? И если бы меня сегодня спросили, кем я себя чувствую в глубине души, сказал бы, что чувствую себя гражданином Великого Княжества Литовского, неразрывной унией связанного с Польшей. Когда я вижу флаг с Орлом, но без Погони, развевающийся здесь с высоты Замковой горы, то воспринимаю это как нанесённую мне обиду».
Мечислав Паровский, подводя итоги 12-летней деятельности общества и отдавая уважение работе в ней женщинам, подчеркнул, что созданием «Просвещения» хотели поддержать «бессмертный польский дух, который на восточных рубежах Великой Речи Посполитой защищал её границы перед московской жадностью и бросал посевы западной культуры».
«Польскость» в деятельности общества понималась как поддержка польского языка, культуры бывшей Речи Посполитой и католицизма, а сознание оставалось тем, какое была раньше, так как лидеры МОСГ и другие дворяне Минской губернии, за счёт которых и шло главное финансирование организации, определяли себя и как «литовцы» (или по-польски — «литвины»), и как «поляки». Самоопределение «литовцы» («литвины») исходило от того, что коренные дворяне (состоятельные помещики; обедневшие, ставшие городской интеллигенцией; или деклассированные в категорию крестьян или «околичных») были прямыми потомками шляхты Великого Княжества Литовского и считали себя преемниками его истории и традиций, а самоопределение «поляки» связывалось с принадлежностью к истории всей «Польши» — бывшей федеративной Речи Посполитой. Польское общество «Просвещение» в Минске действовало интенсивно как раз в 1905—1909 годах, когда имел место самый апогей доминирования либерально-консервативного течения «краёвости», бывшего во многом продолжением т. н. «литовского сепаратизма» в Речи Посполитой (поскольку знать Великого Княжества Литовского сопротивлялась всяким попыткам расторгнуть унию Великого Княжества Литовского и Королевства Польского и превратить Речь Посполитую из польско-литовской федерации в унитарное и польское государство), а также попыткой противостоять превращению своего края в обычную окраину России или Польши в настоящее время.
Например, председатель Польского общества «Просвещение» в Минске князь Иероним Друцкий Любецкий (1861—1919) был плодовитым автором театральных пьес (особенно патриотического характера), среди которых самую большую популярность в литовско-белорусских губерниях получила драма «Так умирали литовцы», которую Гелена Ромер-Ахенковская оценила так: «сложной была драма князя Г. Друцкого-Любецкого, поставленная несколько раз по причине своего содержания (обретение крепости и смерть на костре независимых литовцев), но не представляла художественной ценности». Самоопределение «белорусы» было непопулярным среди многих коренных католических дворян Белоруссии, что означало бы факт обрусения, так как в Российской империи «белорусы» (главным образом, крестьянское православное население края) по официальной российской идеологии и науке считались за составную часть «русского народа», единого в трёх общностях («великорусах», «белорусах» и «малорусах»).
Для достижения образовательных и воспитательных целей планировалось основывать и содержать приюты, школы различных типов, читальни, библиотеки, курсы ликвидации неграмотности для взрослых; издавать учебники и периодику на польском языке, предоставлять молодежи стипендии для получения образования; обрабатывать данные о состоянии и потребностях школьной системы. На практике план создания польских школ не реализовался, так как для открытия каждой школы было нужно новый разрешение российской власти. За весь период легальной деятельности общества власти не дали ни одного разрешения открыть польскоязычную школу на территории Минской губернии и на других землях бывшей Речи Посполитой восточнее Минска.

## Польскоязычное и католическое население Минской губернии
В ходе первой всеобщей переписи населения Российской империи (1897) не проводилось опросов населения об этнической принадлежности лица (или, как говорили в те времена по-русски, — «народности»), а только о родном (используемом) языке и вероисповедании. Точность результатов переписи оспаривается, но другой всеобъемлющей статистической информации нет. Так, перепись показала, что в Минской губернии польский язык указали родным 64617 человек (3 % от всего населения губернии), а в Минске — 10 369 человек (11,4 % от всего населения города). К римско-католической конфессии в Минской губернии принадлежало 217959 человек (10,14 % от всего населения губернии).
Следующая перепись населения Минщины (из-за боевых действий во время Первой мировой войны) была проведена только в 1919 году Гражданской управой восточных земель (временной польской гражданской администрацией на литовско-белорусских территориях, не инкорпорированных в состав Польши, а занятых в 1919—1920 году польскими войсками) и показала, что на территории Минского округа количество поляков составляло 159706 человек (14,6 % от всего населения округа), а в Минске — 18713 человек (18,3 % от всего населения города). Польской администрацией критерием принадлежности к полякам было выбрано католическое вероисповедание.

## Структура и деятельность
Согласно уставу, деятельность общества распространялась на Минск и всю Минскую губернию. Общество имело главную усадьбу в Минске и пять филиалов (отделений) в Минской губернии: в Мозыре, Пинске (руководил филиалом Ежи Осмоловский), Узде, Новогрудке и Ракове (руководил филиалом Казимир Здзеховский). Просьбы об открытии дополнительных отделений Польского общества «Просвещение» в других городах встречали отказ со стороны местных уездных властей, которым из Минска от губернской администрации присылались циркуляры «неуклонно отказывать в регистрации инородских обществ». Многие структурные отделения общества (начальное образование, учительская семинария, детские лагеря, лекторий, библиотека) возникли тайно ещё в 1905 году.
Общество делилось на секции, занимавшиеся различными областями деятельности: начальное образование, образование неграмотных взрослых, учительская семинария, детские лагеря, лекторий, библиотека, читальня, финансирование просвещения.
- Секция начального образования — занималась обучением детей на тайных занятиях. Деятельность являлась нелегальной. Обучение детей имело скоординированный характер и происходило на основе одинаковой дидактической программы. С учётом условий конспирации её точный масштаб неизвестен. По данным Мечислава Паровского, только в Минске одновременно обучалось в 32 группах около 500 детей, а полностью в 1909 году (на момент официального закрытия общества) количество детей, которые учились в школах, насчитывало 7-8 тысяч. Секцией управляли одни женщины — Станислава Сильвестрович, Фялинская, Страневич и Бобровская. Главное внимание уделялось польскому языку и религии, но преподавались и другие предметы. В начальном периоде существования общества эта работа была не очень интенсивной и преследовалась российскими властями. В 1911 году, в условиях роста эффективности действий полиции, количество учеников уменьшилось: например, в Минске — приблизительно до 400.
- Секция образования неграмотных взрослых — обучала по вечерам неграмотных взрослых чтению и письму. В Минске в ней обучались 180 лиц, в основном ремесленники, которые ещё и включались в общественную работу в обществе. Секцией управляли женщины — Чарневская, Легатович, Дубровская, а также Славинский и доктор Чеслав Грабовецкий.
- Секция учительской семинарии — занималась подготовкой учительниц на быстрых языковых курсах к работе в польскоязычных школах. От начала до конца существования она действовала нелегально. Руководили ей Михалина Ленская и Анна Чакатовская. Сначала это были открытые в декабре 1905 года шестимесячные курсы для «народных учительниц». Вскоре они получили поддержку со стороны общества и постепенно превратились в учительскую семинарию. В семинарии были созданы два отделения: высшее, окончание которого давало звание «народной учительницы», и низшее, выпускницы которого получали название «людувка» («селяница»). Эта деятельность имела большое значение, поскольку расширение просветительской работы привело к росту востребованности «народных учительниц». Ощущался недостаток кандидатов с соответствующей квалификацией, особенно в плане хорошего знания польского языка. На учительских курсах преподавали польский язык и литературу, историю «Польши» (то есть Речи Посполитой), католическую религию, а также естествознание, арифметику, пение, детские игры, педагогику и методику. Преподавались также белорусский и русский язык. Ученики знакомились также с новинками белорусскоязычных книг. Минский помещик и мемуарист Михал Криспин-Павликовский написал в своих мемуарах об отношении дворян Белоруссии к белорусскому языку в конце XIX — начале XX веков: «Поместье было, как правило, привязано к белорусизации. С крестьянином говорили по-белорусски. Правильная и беглая белорусская речь была как бы своеобразным стилем. Поощрение белорусского языка, фольклора и обычаев и забота о них считались единственным плодотворным, и притом легальным, способом борьбы с русификацией».
- Секция бесед и публичных лекций — занималась организацией чтений и популярных дискуссий. Свою деятельность начала 29 апреля 1907 года. Руководил ей Ян Офенберг, активное участие принимали провинциальные члены «Просвещения». В Минске главным местом её встреч была самая большая в городе зала «Париж», где собиралось до 1000 человек. Чаще всего выступали князь Иероним Друцкий-Любецкий, граф Константин Прушинский, Александр Яновский и др. Например, в Пинске отделение занималось только организацией лекций по польской литературе и языкознанию, что, согласно рапорту уездной полиции, «вызывало рост польского национального сознания». Мероприятия, организовывавшиеся секцией преподавания, вызывали большой интерес со стороны слушателей.
- Секция библиотек и проката книг — была создана после разрешения российских властей 22 декабря 1907 года создать «польскую» библиотеку. Библиотека имени Адама Мицкевича была официально открыта 4 мая 1908 года и находилась в плебании костёла Святого Симеона и Святой Елены в Минске. Сначала она имела 700 книг, из которых большинство были подарком графа Юзефа Тышкевича с Логойске, остальные были куплены в магазине Вацлава Маковского. В 1915 году Ядвига Костровицкая передала библиотеке множество книг из поместья Савичи. Библиотекой большей частью заведовал Чеслав Грабовецкий. Российские власти, хотя и позволили открыть это учреждение, непрерывно отказывали в просьбах со стороны провинциальных отделений общества на открытие своих библиотек. Например, 14 октября 1908 года они дали отказ на подобную просьбу отделения общества «Просвещение» в Пинске.
- Секция детских лагерей — была создана для самых бедных детей из городов — например, из Минска. Секцией управляли женщины — Ядвига Костровицкая, Станислава Сильвестрович и Бобровская. Лагеря организовывались при дворянских поместьях, в том числе в Савичах — Войниловичах, Устрони — Прушинских, Начи — Чарноцких, Игнатичах — Ельских, Грошаве — Рейтонов. Их целью было психическое и физическое развитие детей, отдых на природе.
- Секция финансов — занималась сбором средств на деятельность общества и просветительскую работу. Среди друзей собиралась взносы, которые, однако, были неспособны удовлетворять нужды. Финансирование общества всегда было проблематичным и часто «держалось на займам и надеждах». Чтобы добыть дополнительные источники финансирования, организовывались концерты, лекции, ежегодные «Паненские балы». «Просвещение» поддерживали также меценаты. Значительные гранты на его деятельность передали ксендз Казимир Михалкевич, Вильгельм Ельский, Мариан Обозерский и граф Константин Прушинский с Устрони. Точных сведений о финансировании общества нет. Хотя общество публиковало сведения о своём бюджете, в том числе о расходах, однако заявленные суммы часто были недействительными, так как руководство скрывало информацию о средствах, выделявшихся членами общества и меценатами.

Члены общества делились на почётных, действующих и обычных. Членский взнос в кассу общества составлял 6 рублей ежегодно, что в совокупности было небольшой суммой. Большинство членов принадлежало к категории горожан и мелкопоместного дворянства, но активную и главную роль играло небольшое количество человек. Общество сильно зависело от членских взносов.

## Проект газеты «Pogoń»
17 октября 1907 года товарищество «Просвещение» презентовало проект издания в Минске польскоязычной газеты под символическим названием «Pogoń» («Погоня») — от названия герба «Погоня», бывшего гербом Великого Княжества Литовского. Планировалось, что это должен был быть еженедельник, который бы в первую очередь публиковал статьи религиозно-нравственной тематики, а также статьи по истории, общественных и политических событиях, литературного и специализированного характера. Имея поддержку от общества, просьбу дать разрешение на его издание направил официальным властям поляк Влодзимеж Дваржачак — глава минского отдела газеты «Kurier Litewski», глава газеты «краёвцев»-кансерваторов. 18 января 1908 года российские власти дали положительный ответ. Идея вызвала большую заинтересованность: относительно характера будущей газеты проводились обсуждения и дискуссии, в том числе в польскоязычной прессе в Вильнюсе. Шли споры, должна ли газета «Pogoń» быть ежедневной либо еженедельной. Окончательно, однако, идея издания газеты не была реализована, так как не удалось получить 4000 подписчиков, что позволило бы окупить её издание. Обычно создание новых польскоязычных периодических изданий и их активизация в Минске инициировались во время собраний Минского общества сельского хозяйства, когда съезжались богатые собственники, способные вложить деньги.

## Условия работы учительниц
На работу в нелегальные школы направлялись как выпускницы учительской семинарии общества «Просвещение», так и не подготовленные специально лица, в том числе мужчины. Условия работы были тяжёлыми. Учительницы и учителя получали небольшую зарплату, которой едва хватало на пропитание, вдобавок она не выплачивалась в период каникул. Особую проблему это создавало на селе, где с учётом работы в сельском хозяйстве школьный год длился с 1 октября по 1 апреля, а иногда был ещё короче. Часто главным фактором, решавшим судьбу дальнейшей просветительской работы, была «благодарность и привязанность детей».

## Отношение со стороны населения
Тайные школы для детей инициировались дворянами-католиками и организовывались обществом в первую очередь для детей мещан и особенно крестьян католического вероисповедания. Отношение крестьян-католиков Минской губернии к просветительской деятельности общества обычно было доброжелательным. Родители охотно отправляли своих детей на учёбу в тайные школы, несмотря на то, что в случае раскрытия деятельности школы полицией им грозило наказание. На селе считалось, что эти школы дают гораздо больший объём знаний, чем церковно-приходские или светские государственные (на русском языке), поэтому родители православного вероисповедания также хотели отдать своих детей в тайные школы. Однако дети православного вероисповедания принимались в школы изредка — в тактических целях (чтобы в результате раскрытия тайной школы не было особенно жестким репрессий со стороны власти), так как православное духовенство всегда резко негативно реагировало на случаи обучения там православных детей.
Обычно тайные школы на селе находились под патронажем женщин-землевладелиц католического вероисповедания и местных ксендзов. Бывали случаи доносов властям на «народных учительниц». Иногда их делали даже ксендзы и помещики-католики, которые традиционно ассоциировались на этих землях с «польскостью». Вероятно, что ими двигал страх репрессий или нежелание просвещения низших социальных слоёв как вредное для их интересов. Однако это были единичные случаи. Случалось также, что крестьяне объясняли отправку своих детей в школы потому, что «так хотел господин».
Против расширения польскоязычного и католического образования протестовали некоторые российские организации, в том числе «черносотенцы». 28—31 августа 1908 года в Минске состоялось собрание «православного братства», которое предложило ужесточить законы в деле наказания за тайное обучение. Негативные комментарии появлялись также в российской прессе.

## Отношение со стороны польских «эндеков»
Виленские сторонники Польской национально-демократической партии (т. н. «эндеки»), бывшие главными соперниками и противниками «краёвцев», негативно относились к ознакомлению учащихся с новинками белорусскоязычной литературы и обучению белорусскому языку в школах Польского общества «Просвещение» в Минске одновременно с русским и польским языками. Анонимный автор под криптонимов «Z» в колонке о новостях из Минска в главной газете виленских «эндеков» в литовско-белорусских губерниях «Dziennik Wileński», не приводя доказательств, написал, что учительниц, которые высказывали мнение, что школы не должны иметь религиозный (католический) характер или преподавание в них следует вести только на белорусском языке, увольняли с работы.

## Отношение со стороны официальной российской власти
Польское общество «Просвещение» в Минске от основания до официальной регистрации в 1907 году вело свою деятельность в подполье и нелегально. Ещё с 1905 года общество находилось под пристальным наблюдением российской власти, которая вела преследование организации, но не очень интенсивно. Легализация в 1907 году деятельности общества не означала, что его работа стала совсем лёгкой. Проводились постоянные и подробные проверки, в ходе которых искались нарушения устава, что дало бы повод для закрытия общества. Власти считали, что такая деятельность идёт «вразрез с основными задачами русской государственной политики в крае», так как является препятствием к «созданию национально-политического единства в целях ассимиляции русской народностью <…> польского элемента», поэтому различными способами создавали трудности в деятельности «Просвещения» и других подобных организаций в Западном крае Российской империи. По этой причине православная церковь негативно смотрела на существование тайных «польских» школ. Хотя в уставе общества было указано, что организация не ставит перед собой политических целей, российское правительство решило, что «силою обстоятельств и даже не по воле своих основателей [общество] неизбежно станет на скользкий путь узконациональной политической деятельности». Самым вредным правительство считало деятельность общества на селе, так как из-за расстояния от Минска и уездных центров и слаборазвитой сети государственных и церковно-приходских школ контролировать учреждения «Просвещения» было трудно.
С 1908 года в Российской империи реакционная политика правительства после завершения общероссийской революции 1905—1907 годов начала неуклонно расширяться почти во всех сферах жизни государства. С 1909 года началось усиление борьбы против польскоязычного нелегального обучения. Поводов для закрытия общества находилось много, так как «Просвещение» организовывало тайные школы без разрешения властей, имели место случаи привлечения к уголовной ответственности за такую деятельность. В сентябре 1909 году в Минске прошла беспрецедентная ревизия всех документов общества, но ничего нелегального найдено не было.

## Официальная самоликвидация и переход на нелегальную деятельность (1909)
В декабре 1909 года минский губернатор счёл, что деятельность общества является «вредной для русской государственности». Вскоре начальник полиции Мозырьского уезда издал отчёт, в котором заявил, что местное отделение общества «Просвещение» нелегально держит там 5 школ. Школы не были выявлены, поэтому основанием для закрытия общества стали найденные в мозырьском отделении документы общества «Просвещение» на польском языке, тогда как общество должно было вести свою документацию на русском языке.
5 декабря 1909 года Польское общество «Просвещение» в Минске было официально самоликвидировано на общем собрании и вновь перешло на нелегальную деятельность, с различными успехами продолжавшуюся вплоть до 1917 года. Причём главная роль в практической деятельности принадлежала женщинам, многие из которых арестовывались и привлекались к уголовной ответственности (5-10 суток ареста или 5-10 рублей штрафа). Ранее были упразднены и перешли на нелегальную работу подобные организации в Киеве и Вильнюсе.

## Работа на нелегальной основе (1909—1917)
Чтобы снизить вероятность раскрытия тайных школ, в 1911 году руководство «Просвещения» постановило, чтобы они насчитывали не более 4 детей каждая. Это значительно ограничило количество учеников, однако вместе с тем сильнее втянуло в польскоязычную просвещение горожан Минска. Например, в октябре 191 года полиция получила доносы о том, что Мечислав Паровский вместе с ксендзом Казимиром Букрабой организуют центры нелегального польскоязычного образования в Минске. Общество каждый год организовывало нелегальные собрания своих учительниц, где читались рефераты, проводились дискуссии, обмен опытом и так далее. Учительницы имели свои кассы взаимопомощи на случай болезни или неспособности работать. После перехода общества на нелегальный, конспиративный характер деятельности возросло количество тайных школ, но общая численность учащихся в них уменьшилась.
Нелегальные школы работали бесплатно, хотя старались ввести принцип выплаты по 20 копеек с ученика ежемесячно, однако главное финансирование велось за счёт ежегодных взносов со стороны членов общества. В пользу школ также поступали доходы от организации концертов и «Паненских балов».
С началом Первой мировой войны преследование тайных школ немного уменьшилось, так как власти были заняты военными проблемами, однако одновременно спадала заинтересованность людей участвовать в нелегальном польскоязычном образования и уменьшались пожертвования из-за трудностей военного времени. Одновременно в Минск и Минскую губернию прибывали ссыльные и множество беженцев из польских губерний (до 100 тысяч человек), занятых немецкими войсками. Были созданы Центральный гражданский комитет и Польское общество помощи жертвам войны, которые организовали для этих польских беженцев отдельную сеть школ, в которые переходили некоторые учительницы из «Просвещения», так как там оплата труда была более высокой. Финансирование этих школ велось за счёт польских эмигрантских организаций, самообеспечения и пожертвований польских беженцев.

## Преемник общества
Непосредственным преемником Польского общества «Просвещение» в Минске стала Польская матица школьная Минской земли, торжественно основанная в день годовщины Конституции 3 мая 1791 года влиятельными членами МОСГ 20 апреля (3 мая) 1917 года в Минске во время организационного собрания в зале Минского общества сельского хозяйства. На должность председателя «матицы» был избран Мечислав Паровский, а с 15 февраля 1918 года его место занял Константин Рдултовский (1880—1953), влиятельный член МОСГ.
После неудачи реализовать идею «краёвцев» о единстве всех литовско-белорусских губерний и свержения российского самодержавия в феврале 1917 года лидеры МОСГ, которым была подконтрольна Польская матица Минской земли — преемница Польского общества «Просвещение», — взяли ориентир на политическую субъектность Белоруссии, объявили себя патриотами Белоруссии и высказывались против её инкорпорации в состав Польши, допуская только государственный союз с ней. В Минске, который подчинялся тогда власти Временного правительства России во главе с князем Георгием Львовым, Мечислав Паровский 2 апреля 1917 года выступил в городской думе с требованием введения школьного образования на белорусском языке, которого официально не было в Российской Империи, и высказался, что белорусы имеют право возродить свою письменность, которой широко пользовались ещё в XVI веке. Кроме того, Польская матица Минской земли планировала ликвидировать или подчинить себе сеть временных польских школ, которые были созданы в Минской губернии организациями беженцев из польских губерний. А среди тех польских беженцев определяющее влияние имели польские «эндеки», которые высказывались против политической субъектности Белоруссии и за инкорпорацию Белоруссии (или её части) в состав польского государства в статусе обычных польских земель с дальнейшей полонизацией местных жителей.
Различие взглядов на судьбу и статус белорусских земель привели к конфликту сторон (лидеров МОСГ и лидеров польских беженцев) в составе Польской рады Минской земли, который завершился в конечном итоге победой лидеров МОСГ в этой организации, насаждением в рядах «польской рады» идеи политической субъектности Белоруссии и занятием в конце 1917 — начале 1918 года членом МОСГ Эдмундом Ивашкевичем должности руководителя образовательного отдела Польской рады Минской земли, который заведовал сетью школ для польских беженцев, хотя две сети польскоязычных школ в Минской губернии не были объединены организационно. Позже, в 1927 году, лидер МОСГ Эдвард Войнилович высказывался, что полонизованность коренного католического дворянства белорусских земель имела поверхностный характер (белорусский язык не забывали), а также что после «отторжения» Белоруссии от России и создания белорусского государства возможен отказ от тогдашней паверхностной полонизованности местного дворянства и интеллигенции и возвращение к постоянному использованию белорусского языка.

## Оценка деятельности
Во многом тайный, конспиративный характер деятельности Польского общества «Просвещение» в Минске привёл к отсутствию полной информации о масштабе деятельности организации, финансировании и количестве учеников, этническом и конфессиональном составе, не даёт возможности полностью объективно оценить результаты деятельности общества, а также привести статистические показатели (например, динамику ликвидации неграмотности, качество преподавания и так далее).
Польский историк Дариуш Тарасюк, пытаясь определить количество представителей польского этноса в Белоруссии в тот период, считает, что главным критерием «польскости» является вероисповедание, в частности — принадлежность лица к католицизму, что, по мнению историка, в большинстве случаев влияло на заинтересованность лица в польскоязычном образовании и связывалось с «польскостью». Тарасюк характеризует деятельность «Просвещения» как организации, где действовали поляки для целей польского образования, польской культуры и польского патриотизма, а термин «литовцы» в своих исследованиях применяет только в отношении балтоязычных крестьян Ковенской и Виленской губерний. По его мнению, результат деятельности тайного польского просвещения был меньшим, чем ожидалось организаторами.
Белорусский историк Александр Смолянчук отмечает, что для коренного католического дворянства Литвы и Белоруссии в тот период ещё было характерным определять себя и как «литовцы» («литвины»), и как «поляки». Он отвергает мнение, что католическое вероисповедание было критерием принадлежности к польскому этносу, так как в церкви традиционно господствовал польский язык богослужений, что логично и вызывало заинтересованность верующих в польском языке. Смоленчук утверждает, что слово «поляк» не имело этнического содержания, а было политонимом (связывалось с идеей возрождения федеративной Речи Посполитой). По его мнению, только после распада Российской империи в ходе Февральской революции (1917) и гражданской войны в России «поляки» литовско-белорусских губерний, когда Западная Белоруссия вошла в состав Второй Речи Посполитой по итогам Рижского мирного договора, начали втягиваться в процесс формирования современной польской нации, а слово «поляк» начало приобретать в Литве и Белоруссии этническое содержание. Смолянчук так говорит о национальном сознании так называемых «поляков» («польской общности») Литвы и Белоруссии во времена Российской империи: «Очевидно, что национальное сознание этих кругов краевой общности держалось не на культурной и языковой идентификации, а на осознании своего происхождения и своей связи с прошлым и настоящим исторической Литвы». Смолянчук характеризует действия общества «Просвещение» как «польскоязычное образование», а также как ещё один эпизод конфликта между «западной» и «православной цивилизацией» в борьбе за культурное доминирование в Белоруссии.

## Председатели общества
- 1905 — 12 марта 1907 — (нелегально) Мечислав Паровский (1878—1965) и Михалина Ленская (1882—1940);
- 12 марта 1907 — октябрь 1907 — ксендз Казимир Михалкевич;
- октябрь 1907—1908 — князь Иероним Эдвинавич Друцкий Любецкий (1861—1919);
- 1908 — 5 декабря 1909 — вакантно. Исполнял обязанности Мечислав Паровский (1878—1965);
- 5 декабря 1909 — 20 апреля (3 мая) 1917 года — (нелегально) Мечислав Паровский (1878—1965).